# Usmerjevalnik potiska
Usmerjevalnik potiska (ang. Thrust Vectoring tudi Thrust Vector Control - TVC) je naprava za usmerjanje (vektoriranje) potiska  reaktivnih ali raketnih motorjev. Uporablja se na vojaških letalih (večinoma lovcih), vodljivih, balističnih in vesoljskih raketah. Pri raketah, ki nimajo aerodinamičnih kotrolnih površin (slednje ne delujejo v vakuumu), je usmerjevalnik potiska zelo pomemben. Pri raketah mora motor obvezno delovati, da je usmerjevalnik potiska efektiven. 
Pri letalih se večinoma se usmerja vroče izpušne pline iz reaktivenga motorja. 
Sprva je bil narčtovan, da bi letalom omogočil vzlet in pristanek s kratke razdalje - STOL, oziroma vertikalni vzlet in pristanek - VTOL. Slednji sistem uporablja BAE Harrier, Jakovljev Jak-38 in Jakovljev Jak-141. Potem se ja pokazalo, da lahko usmerjanje potiska omogča manevre, ki niso možni pri konvencionalnih letalih. Klasično letalo brez vektoriranja potiska je omejeno na aerodinamične kontrolne površine pri obračanju, letala z vektoriranjem potiska lahko izvaja dosti bolj ostre manevre.
F-35B je letalo z možnostjo kratkega vzleta in vertikalnega pristanka - STOVL, potisk se usmeri nazvdol na repu letala in hkrati še motor žene ventilator na sprednjem delu (za pilotom).
Hibridno vozilo letalo/helikopter Bell Boeing V-22 Osprey, uporablja drugačen način usmerjanja potiska, pri njem se nagne rotor - t. i. tehnologija TiltRotor.
Potniška letala uporabljajo obračalnik potiska za hitro ustavljanje po pristanku. Del potiska spremeni smer in tako zelo poveča aerodinamični upor, kar je zelo uporabno na mokrih in ledenih stezah.

### VTOL letala
- Armstrong Whitworth AW.681
- Bell X-14
- Bell Boeing V-22 Osprey
- Boeing X-32
- Dornier Do 31
- EWR VJ 101
- Harrier Jump Jet
  - Hawker Siddeley Harrier
  - British Aerospace Sea Harrier
  - Boeing/BAE Systems AV-8B Harrier II
  - BAE Systems/Boeing Harrier II
- Lockheed Martin F-35B Lightning II
- VFW VAK 191B
- Jakovljev Jak-38
- Jakovljev Jak-141

### Usmerjanje za povečanje manevrirnosti

#### Usmerjanje v eni smeri
- McDonnell Douglas F-15McDonnell Douglas F-15 STOL/MTD
- Lockheed Martin F-22 Raptor
- McDonnell Douglas X-36
- Messerschmitt Me 163 Komet
- Suhoj Su-30MKI

#### Usmerjanje v dveh smereh
- Suhoj Su-35
- Suhoj Su-37
- Suhoj PAK-FA
- Mikojan-Gurevič MiG-35 (MiG-29OVT)
- McDonnell Douglas F-15 ACTIVE
- General Dynamics F-16 VISTA
- Rockwell-MBB X-31
- McDonnell Douglas F-18 HARV
- Mitsubishi ATD-X